# Prohimerta choui
Prohimerta choui är en insektsart som först beskrevs av Kang och Chikun Yang 1989.  Prohimerta choui ingår i släktet Prohimerta och familjen vårtbitare. Inga underarter finns listade i Catalogue of Life.